# Reggie Tongue

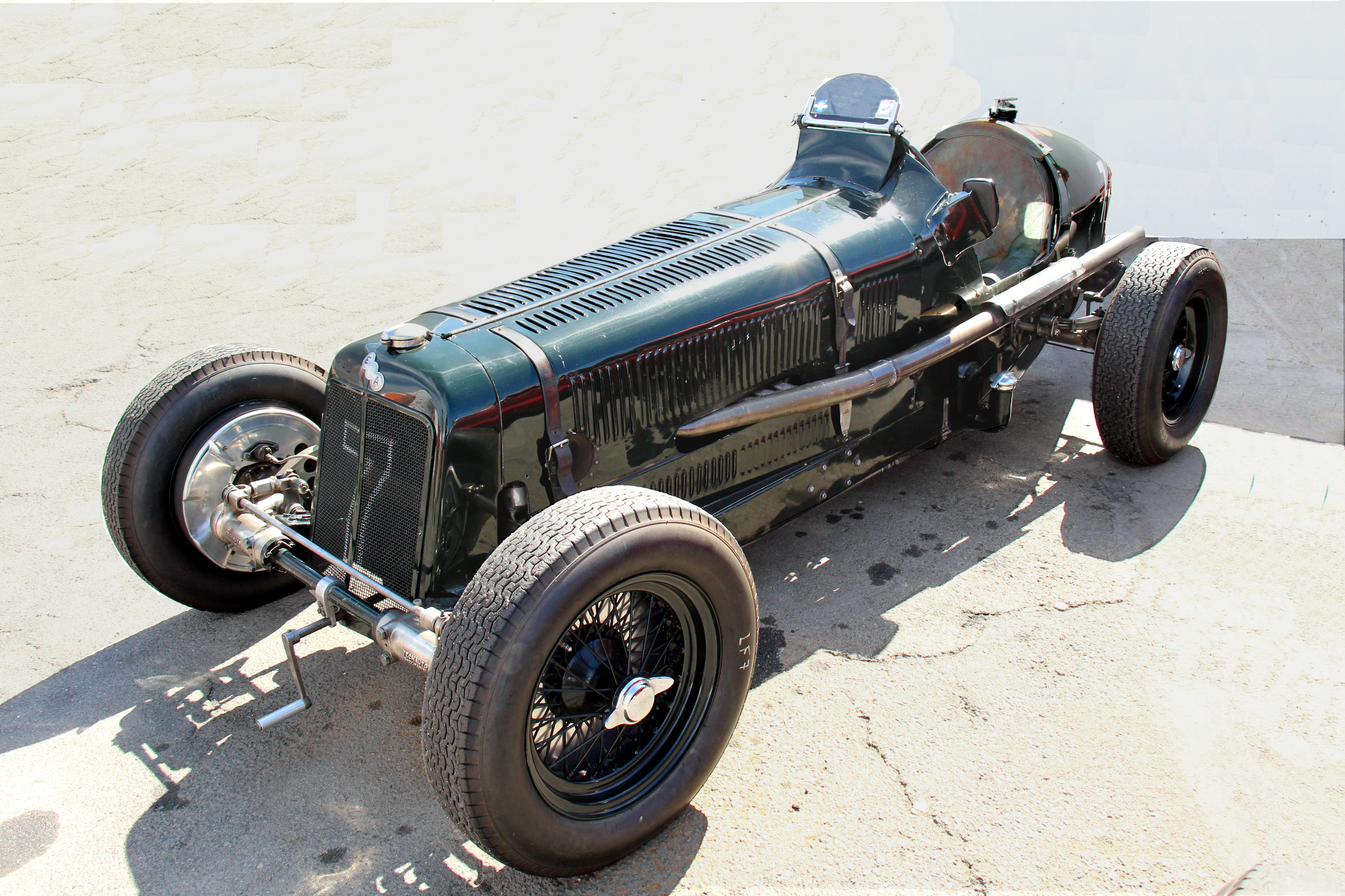
Der von Reggie Tongue 1936 gefahrene ERA B-Type

Reginald Ellis „Reggie“ Tongue (* 17. Juli 1912 in Urmston; † 1. Juni 1992 in Lancaster) war ein britischer Flieger und Autorennfahrer.

## Karriere als Rennfahrer
Reggie Tongue entstammte einer wohlhabenden Familie. Im Alter von 12 Jahren borgte er sich den Talbot seines Vaters aus und ruinierte bei seinen Fahrübungen den Rasen vor dem Familienbesitz. Nach dem Tod des Vaters, der starb als Reggie Tongue die Pflichtschule besuchte, erbte er Teile dessen Vermögens.
Finanziell abgesichert bestritt er in den 1930er-Jahren Autorennen. Er erwarb mehrere Rennwagen, darunter einen Riley und einen ERA B-Type, mit dem er 1936 Voiturette- und Grand-Prix-Rennen bestritt. Zu seinem Fuhrpark zählte auch ein MG Magnette, den er Dick Seaman abgekauft hatte. 1936 wurde er hinter Seaman und Nicholas Embiricos Dritter beim Voiturette-Rennen im Rahmen des Großen Preises der Schweiz und Vierter beim Großen Preis von Donington. 1937 folgten weitere dritte Ränge beim Gran Premio di Torino, der Campbell Trophy und dem Grand Prix de L’Albigois in Albi. 1934 bestritt er das 24-Stunden-Rennen von Le Mans, das er mit Partner Maurice Falkner im Aston Martin 1 ½ Le Mans als Gesamtzehnter beendete.
Im Zweiten Weltkrieg flog er eine Supermarine Spitfire der Royal Air Force während der Luftschlacht um England und war später Testpilot bei Rolls-Royce. Nach dem Kriegsende nahm er den Rennsport wieder auf. Seinen letzten Rennstart hatte er bei der Rallye Monte Carlo 1951, die er auf Platz 31. der Gesamtwertung beendete.

## Statistik

### Le-Mans-Ergebnisse
| Jahr | Team          | Fahrzeug                | Teamkollege     | Platzierung | Ausfallgrund |
| ---- | ------------- | ----------------------- | --------------- | ----------- | ------------ |
| 1934 | M.R.E. Tongue | Aston Martin 1½ Le Mans | Maurice Falkner | Rang 10     |              |